# Турутина
Турутина — деревня в Алапаевском районе Свердловской области России, входящая в Махнёвское муниципальное образование.

## Географические положения
Деревня Турутина расположена в 70 километрах (в 105 километрах по автодороге) к северу-северо-востоку от города Алапаевска, на правом берегу реки Тагил, в устье правого притока реки Калганчихи.

## Население
| 2002 | 2010 |
| ---- | ---- |
| 9    | ↘2   |